# Ptochostola
Ptochostola là một chi bướm đêm thuộc họ Crambidae.

## Các loài
- Ptochostola microphaeellus Walker, 1866